# Barranc de Fontmil

El Barranc de Fontmil, respecte del terme d'Abella de la Conca

El barranc de Fontmil és un barranc, afluent del riu de Pujals. Pertany a la conca del Segre, i discorre del tot dins del terme d'Abella de la Conca, en terres del poble de Bóixols, al sud de l'extrem de llevant de la Serra de Carreu.
És a prop del límit nord-oriental del terme, paral·lel al qual discorre.
Neix al sector oest de la Cantalera, passa entre les masies de Cal Mestre i Cal Gravat del Cerdà, passa ran de la Font Mil, de la qual pren el nom, travessa el Camí de Cal Cerdà, poc després la carretera L-511 al nord-est de Bóixols, i s'aboca en el torrent de Budeu, juntament amb el barranc de Cal Cerdà.

## Etimologia
El barranc pren el nom de la font prop de la qual passa cap a la meitat del seu recorregut, la Font Mil.